# ناصر پاک‌شیر
ناصر پاک‌شیر (متولد اسفند ۱۳۱۸ در بندر انزلی) یک کاریکاتوریست برجسته ایرانی و از استادان صاحب نام این هنر است.

## تحصیلات
وی تحصیلات ابتدایی خود را در گیلان و تحصیلات عالیه را در مقطع لیسانس در رشته جغرافیا و در دانشگاه تربیت معلم تهران سپری نمود.

## همکاری با مجلات طنز
پاک‌شیر از سال ۱۳۳۴ و از ۲۲ سالگی با نشریه توفیق شروع به همکاری نمود. محتوای سیاسی کاریکاتورهای روی جلد "توفیق" اغلب به قلم حسن توفیق و ناصر پاک شیر، متوجه دولت و وزرا و وکلای آن زمان و به‌خصوص شخص نخست وزیر و اغلب علیه سیاستهای آمریکا و انگلیس و اسراییل بود.
وی از سال ۱۳۶۹ کاریکاتوریست نشریات گل‌آقا بوده‌است و تعداد زیادی از آثار وی در هفته‌نامه گل‌آقا و سایر نشریات گل آقا ازجمله بچه‌ها... گل آقا منتشر شده‌است. لوگوی هفته‌نامه گل آقا و نخستین کاریکاتور روی جلد آن هفته‌نامه اثر پاکشیر است و اولین شماره گل آقا با کاریکاتور دو وزیر بر روی جلد انتشار یافت که اثر ناصر پاکشیر بود و با استقبال شدید مردم مواجه شد. خود پاکشیر معتقد است که که این استقبال مردم بیشتر بخاطر کاریکاتور آن دو وزیر بوده و مردم باورشان نمیشده که کاریکاتور وزرا را هم بتوان کشید.

## کتابهای کودکان
پاک‌شیر در زمینه تصویرسازی کتاب‌های کودکان نیز فعالیت داشته و کتابهای متعددی را در این زمینه تصویرسازی کرده‌است.

## افتخارات
جایزه و قلم بلورین از ششمین جشنواره مطبوعات کشور ایران در رشته کاریکاتور در سال ۱۳۷۸